# Faro Cabo San Felipe
El faro Cabo San Felipe (del inglés: Pembroke Lighthouse) se encuentra sobre el cabo homónimo, en el extremo este de la isla Soledad.

## Descripción
La entrada a Puerto Groussac presenta grandes dificultades para los navegantes. A las corrientes y los fuertes vientos se le suman los pequeños islotes y afloramientos rocosos que son difíciles de distinguir en condiciones de escasa visibilidad.
Para afrontar esos peligros, a mediados de 1840, las autoridades coloniales británicas instalaron, en el extremo del cabo San Felipe, un mástil de madera pintado de rojo y blanco. Las dificultades para los marineros se mantenían, no obstante, porque el mástil no tenía iluminación.
El primer faro del cabo, construido en el Reino Unido, comenzó a funcionar en 1855. Tenía una torre de 18 metros pintada en rojo y blanco. Su luz característica era blanca, fija y se obtenía con 18 lámparas que funcionaban quemando aceite de colza. Su alcance era de 14 millas náuticas (25,9 km).
Para 1905 la torre del faro estaba muy deteriorada; las autoridades coloniales y los responsables de la operación del faro, la corporación Trinity House, acordaron su reconstrucción utilizando contratistas del Reino Unido. La construcción del segundo faro comenzó en 1906 y finalizó en junio de 1907.
La nueva torre tiene 21 metros de altura está pintada de negro con una franja blanca. Su luz característica, desactivada a mediados de la década de 1980, era intermitente y se generaba por una lámpara de queroseno. Su alcance era de 16 millas náuticas (29,6 km).
El avance de los sistemas de radares y la navegación por satélite, volvieron redundantes a muchos faros. Para la década de 1980, el faro Cabo San Felipe no funcionaba. Fue reemplazado por una pequeña luz, alimentada por energía solar y administrada por el Fisheries Department. Durante la década de 1990 se realizaron tareas de mejoras y reacondicionamiento en la estructura. El faro fue catalogado como lugar histórico.

## Imágenes

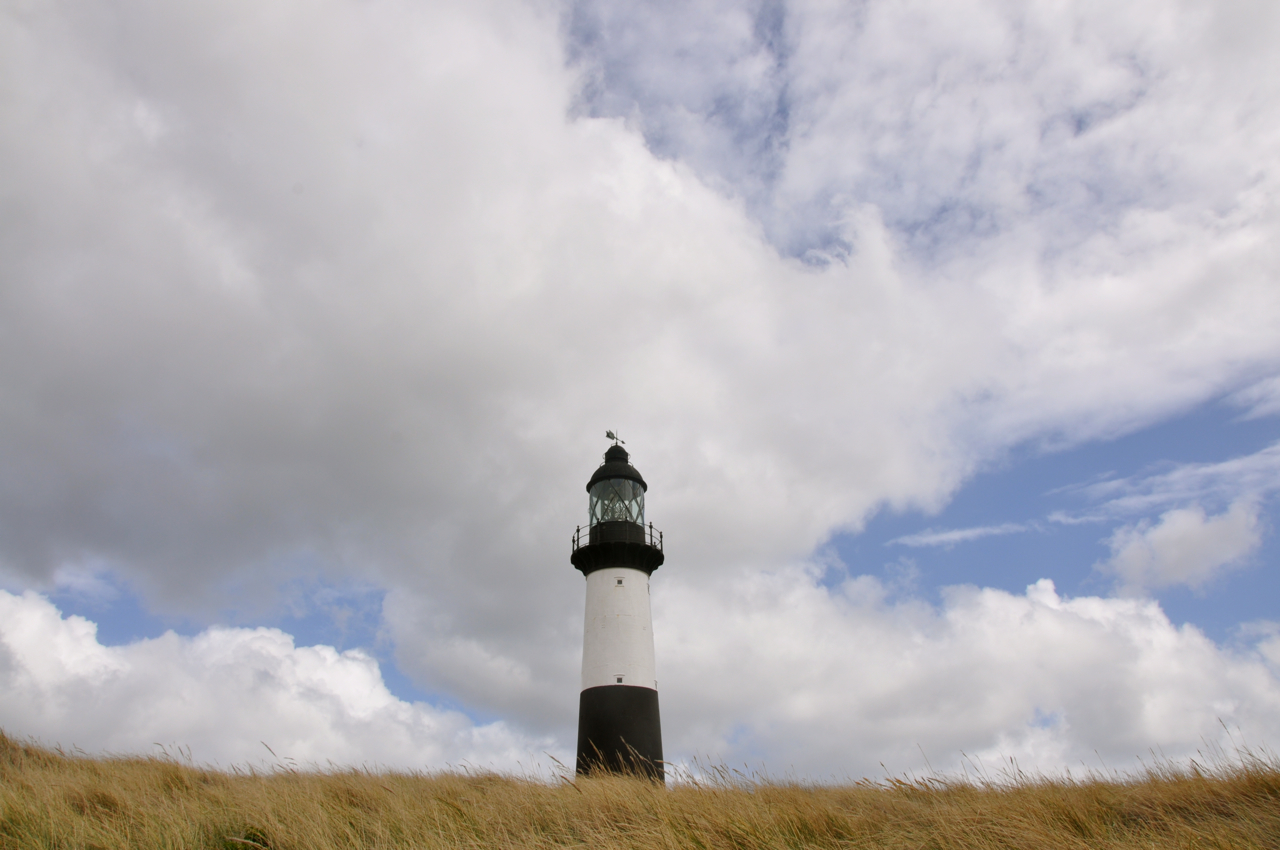
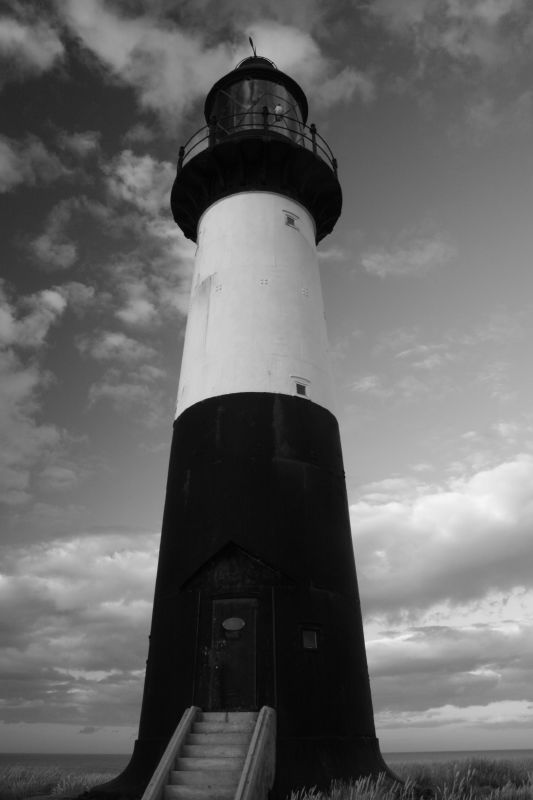